# Le Mariage (film, 1947)
Pour les articles homonymes, voir Le Mariage.
Pour plus de détails, voir Fiche technique et Distribution.
Le Mariage (結婚, Kekkon) est un film japonais réalisé par Keisuke Kinoshita et sorti en 1947.

## Synopsis
Fumie s'est fiancée à Tsumoru juste avant son départ à la guerre, il est resté absent trois ans et bien que cela fasse un an et demi qu'il est revenu, le couple n'est toujours pas marié. En cette période de chômage endémique, Fumie et sa sœur Kimiko sont les deux seuls membres de la famille Matsukawa à travailler, et leurs maigres salaires ne permettent à la famille que de vivre chichement. Fumie ne peut pas se permettre de se marier et de quitter la cellule familiale dans ces conditions tant elle dépend de ses subsides. Tsumoru fait contre mauvaise fortune bon cœur et attend patiemment que la situation s'améliore.
La chance semble enfin tourner lorsque Kōhei, le père de Fumie, un comptable au chômage, rencontre Shimamoto, un ancien collègue qui tient désormais un restaurant. Ce dernier lui promet de l'embaucher. Mais le bonheur est de courte durée, car lorsqu'il apprend que les affaires de Shimamoto sont liées avec le marché noir, Kōhei, qui est un homme de convictions, refuse tout net de participer à l'entreprise. Cette intransigeance provoque la colère de Keiji, le jeune frère de Fumie.
Bien que Tsumoru répète qu’il comprend les exigences de la situation et qu'il attendra aussi longtemps que nécessaire, il est également soumis aux pressions de sa propre famille. Sa sœur ainée vient lui rendre visite et lui apprend que leur mère est malade et ne souhaite qu'une chose, voir Tsumuro marié. Elle apporte avec elle la photo d'une jeune fille de leur village de Kyūshū qui ferait une bonne épouse.
Fumie se trouve déchirée entre un devoir envers ses proches, qui dépendent presque entièrement d'elle en tant que soutien de famille, et son désir romantique de devenir l'épouse de Tsumoru. Peut-être serait-il plus responsable, ou tout simplement moins pénible, de mettre définitivement un terme à ses fiançailles afin que Tsumoru puisse au moins avancer, elle décide de rompre avec lui.
Lorsque Tsumoru reçoit un télégramme lui annonçant de se rendre aux chevets de sa mère mourante, il demande à Fumie de l'accompagner. Kōhei annonce alors à la famille qu'il va accepter la proposition de travail de Shimamoto, permettant ainsi à Fumie de partir avec Tsumoru et de se marier avec lui.

## Fiche technique
Sauf indication contraire, les informations mentionnées dans cette section peuvent être confirmées par la base de données cinématographiques IMDb,  présente dans la section « Liens externes ».
- Titre : Le Mariage
- Titre original : 結婚 (Kekkon?)
- Réalisation : Keisuke Kinoshita
- Scénario : Kaneto Shindō et Keisuke Kinoshita
- Photographie : Hiroshi Kusuda
- Montage : Yoshi Sugihara
- Direction artistique : Tatsuo Hamada
- Musique : Chūji Kinoshita
- Production : Tatsuo Hosoya
- Société de production : Shōchiku
- Pays d'origine :  Japon
- Langue originale : japonais
- Format : noir et blanc - 1,37:1 - 35 mm - Son mono
- Genre : drame
- Durée : 86 minutes[1] (métrage : 9 bobines - 2358 m[1])
- Date de sortie :
  - Japon : 18 mars 1947[1]

## Distribution
- Ken Uehara : Tsumoru Sugawara
- Kinuyo Tanaka : Fumie Matsukawa
- Eijirō Tōno : Kōhei, le père de Fumie
- Chieko Higashiyama : Fukiko, la mère de Fumie
- Kuniko Igawa : Kimiko, la sœur cadette de Fumie
- Shōzō Suzuki : Keiji, le jeune frère de Fumie
- Eitarō Ozawa : Shimamoto, l'ancien collègue de Kōhei
- Sachiko Murase : Fujie Sugawara, la sœur de Tsumoru
- Teruko Kishi : la logeuse de Tsumoru
- Yukiko Kuji : Kiyo

## Distinction
- Prix du film Mainichi de la meilleure actrice pour Kinuyo Tanaka[2]